# Зграда Соколског дома у Ул. Игњата Павласа бр. 4
Зграда Соколског дома у Ул. Игњата Павласа бр. 4 у Новом Саду представља непокретно културно добро као споменик културе. Подигнута је у периоду између 1934. и 1936. године, по пројекту архитекте Ђорђа Табаковића, на молбу и за потребе новосадског Соколског друштва.
Основа грађевине је у облику веома развученог правоугаоника, који је фланкиран са два попречно постављена крила. Главна фасада окренута је према улици Игњата Павласа. Истовремено када и објекат, изграђен је спортски терен, на дугачком, правоугаоном међупростору. Решење габарита одредило је и волумен објекта чија се завршна контура модернистички пројектује у кровној хоризонтали и строгим правим угловима, три висински наглашена кубуса објекта. Упечатљив визуелни мотив представља решење уличне фасаде где је централно постављен главни улаз, високо подигнут са широким приступним степеништем. Армирани бетон, велике застакљене површине, вештачки камен у комбинацији са топлим тоном опека на фасадним површинама и модернистички обликованим гвозденим функционалним елементима, квалитетно доприносе естетици модернизма. 
Kонцепција распореда у ентеријеру била је сва у функцији соколских активности: гимнастичка сала, гардероба са купатилима, велика дворана за приредбе и скупове, просторије за састанке, чак и простор за музеј сокола. У сутерену се налазио ресторан. Снажан утисак оставља ширина улазног хола са добро осмишљеним степеништима и галеријама.
Зграда Соколског дома заузима значајно место у ауторском опусу Ђорђа Табаковића и један је од најзначајнијих објеката подигнутих у стилу модерне.